# Кубок СССР по лыжным гонкам 1971
3-й Кубок СССР по лыжным гонкам проводился в Бакуриани (Грузинская ССР) с 3 по 6 февраля 1971 года. Соревнования проводились по четырём дисциплинам — гонки на 15 и 30 км (мужчины), гонки на 5 и 10 км (женщины).

## Мужчины
|                                           | Золото                                               | Серебро                                      | Бронза                                              |
| ----------------------------------------- | ---------------------------------------------------- | -------------------------------------------- | --------------------------------------------------- |
| Гонка на 15 км (3 февраля). 74 участника  | Колегов Аркадий 50.44 «Динамо» Кировская область     | Максимов Александр + 0.08 «Локомотив» Москва | Ильин Геннадий + 0.26 «Спартак» Калининская область |
| Гонка на 30 км (6 февраля). 47 участников | Тихонов Владимир 1:43.16 «Динамо» Московская область | Ворончихин Игорь +0.09 «Буревестник» Москва  | Песков Владимир +0.30 «Динамо» Красноярский край    |

## Женщины
|                                           | Золото                                            | Серебро                                     | Бронза                                                  |
| ----------------------------------------- | ------------------------------------------------- | ------------------------------------------- | ------------------------------------------------------- |
| Гонка на 5 км (3 февраля). 61 участница   | Владимирова Ирина 19.40 «Авангард» Украинская ССР | Романько Нина +0.11 «Динамо» Украинская ССР | Чемезова Ольга +0.14 «Зенит»                            |
| Гонка на 10 км (10 февраля). 54 участницы | Пилюшенко Галина 38.26 Вооружённые Силы Москва    | Мягар Ингрид +1.26 «Калев» Эстонская ССР    | Наговицына Наталья +1.26 «Буревестник» Пермская область |

## Командные результаты спортивных обществ
| Место | Спортивное общество | Сумма очков |
| ----- | ------------------- | ----------- |
| 1.    | «Динамо»            | 592         |
| 2.    | «Труд»              | 356         |
| 3.    | «Спартак»           | 212         |

## Командные результаты областей, краев, АССР. Москвы и Ленинграда
| Место | Регион             | Сумма очков |
| ----- | ------------------ | ----------- |
| 1.    | Москва             | 401         |
| 2.    | Ленинград          | 178         |
| 3.    | Московская область | 153         |